# Cojești, Călărași
Cojești este un sat în comuna Belciugatele din județul Călărași, Muntenia, România. La recensământul din 2002 avea o populație de 247 locuitori. Biserica ortodoxă cu hramul "Nașterea Maicii Domnului" este monument istoric (cod: CL-II-m-B-14682).